# Biens communaux
Les biens communaux sont, à partir du Moyen Âge, l'ensemble des biens appartenant à un seigneur et utilisé en commun par les habitants d'une communauté rurale. En général, ce sont des bois, des prés, des landes et des marais. La plupart de ces biens appartiennent à un seigneur qui en a concédé l'usage soit à titre gratuit, soit en échange de corvée soit en échange d'un cens. À partir du XVIIe siècle, les seigneurs essayent de reprendre ces terrains, surtout lorsqu'ils sont boisés, en obtenant des triages ou des cantonnements, afin de les exploiter plus intensivement et de profiter de la hausse des prix des bois de chauffage, ou d'en faire des terrains destinés à l'élevage de leurs bêtes, comme c'est parfois le cas en Angleterre, pendant le mouvement des enclosures.
En ce qui concerne les prés et les landes, les physiocrates y voient des terres mal utilisées à cause de l'esprit routinier des paysans. Ils demandent donc la clôture et la vente de ces biens. Ce « modèle anglais » ne tient nullement compte des formes d'assolement que permettent ces biens communaux dans le cadre d'une agriculture extensive faisant une grande part à l'élevage bovin.
Par ailleurs, il ne faut pas confondre les biens communaux, espace non-approprié, utilisé en commun, et les droits d'usages qui s'appliquent sur des biens privés comme la vaine pâture. En règle générale, « pour la masse des habitants pauvres… [les droits d’usage sur les communaux étaient] des ressources d’un intérêt beaucoup plus grand que la vaine pâture sur les terres arables ».

## Historique
La notion de biens communaux existe dans l'histoire sous différente formes, déjà sous l'Empire romain, puis au Moyen Âge, par des concessions à titre gratuit ou onéreux des seigneuries laïques et ecclésiastiques. À partir du XVIe siècle, ses communaux sont usurpés par les seigneurs, et, non seulement le pouvoir royal ne réprime pas ces seigneurs, mais il leur donne en plus le pouvoir de triage.
L'usage collectif appartenant à un seigneur permet différents usages pour les paysans.
Il existe ainsi historiquement un droit de glanage dans le droit médiéval. Chacun, selon des règles précises fixées par le droit coutumier, peut y prendre du bois (droit d'affouage), couper l'ajonc ou le genêt, voire faire pacager des bêtes. Pour le pacage, il ne faut pas confondre avec la vaine pâture qui s'effectue sur des terres appropriées. Comme en témoignent certains registres, parfois les gros animaux (vaches, chevaux) en étaient exclus, au profit des ânes, mulets et baudets ou chèvres, moutons qui, grâce à un poids moindre, endommagent moins les milieux fragiles.
Le développement en Angleterre, dès le XIIe siècle, mais surtout à partir de la fin du XVe siècle, puis en Europe au XVIe siècle, de l'enclôture (renclôture ou enclosure), c’est-à-dire de l'appropriation du bien commun par la propriété privée, puis en France de la loi du 10 février 1793, et la Loi du partage du 5 juin 1793, ont fait reculer les bois et prés communaux, même s'il en existe encore de nombreux en France (10 % du territoire).
Le pacage sur des terres communautaires se pratique encore sous d'autres noms et modalités, en Afrique, et dans de nombreuses sociétés traditionnelles.

## En France
Les biens communaux sont ceux qui appartiennent à une communauté d'habitants à titre d'acquisition, concession gratuite ou onéreuse, et destinés pour être employés aux besoins de la commune en général, ou des particuliers qui la composent.
Les communaux commencent à être remis en question au XVIIIe siècle. Pour les physiocrates, dont les idées sont très en vogue en France, ces nombreuses terres, plus ou moins laissées à l'abandon, seraient exploitées plus efficacement entre les mains de propriétaires ou de fermiers individuels, à condition de clôturer et donc de sortir de la communauté.
En France, un édit royal autorise le partage des communaux dans les généralités d'Auch et de Pau. Des tentatives de réformes sont faites par Turgot. Une enquête sur le partage des communaux est réalisée en 1768. Un édit de juin 1769 encourage le partage des « pâtis accordés aux habitants » par une exemption d'impôt et de dîme. Des partages ont lieu sous la forme de mises en fermage, notamment par acensement, maintenant ainsi la propriété collective. Mais le partage est en général réservé aux possesseurs de terres, excluant de fait la partie la plus pauvre de la communauté, tout comme les cadets dans le sud-ouest.
Le partage des communaux entre les communautés et les seigneurs est organisé par l'Ordonnance sur le fait des Eaux et Forêts, promulguée en août 1669, qui stipule dans son article 4, titre XXV, que « le tiers des bois, prés, marais, landes, pâtures, etc., étant de la concession gratuite des seigneurs et sans charge de cens, redevance, prestation ou servitude, pourra être distrait et séparé au profit desdits seigneurs en cas qu'ils le demandent et que les deux autres tiers suffisent au besoin de la communauté ». Cette ordonnance, ne tenant pas compte des cas où les biens étaient communs à plusieurs communautés et à plusieurs seigneuries, provoqua l'ouverture de longues procédures devant la justice (voir l'exemple de Querrieu, Somme).
C'est la loi du 10 juin 1793 qui organise la cession de l'usage des biens communaux à des particuliers. Elle permet de manière égalitaire l'accès à une terre, ce qui fera dire à l'historien Octave Festy qu'en « dehors de son caractère social (qui a pu être secondaire), elle visait essentiellement à une extension de la culture du blé ».
Après la Révolution, les biens de l’Église rejoindront les biens nationaux, mis en vente dans le cadre du décret du 2 novembre 1789. La loi du 10 juin 1793 organise ensuite le partage des biens communaux en autorisant la vente de ces biens communs à des propriétaires individuels (voir par exemple le cas de Lalandelle, dans l'Oise). La bourgeoisie rachète à cette occasion une grande partie de biens (dont bâtiments, étangs, prairies, bois et forêts), auparavant détenus par des institutions ecclésiastiques, la noblesse (dont les nobles émigrés) ou des ennemis de la République.
Ces transferts d'usage de propriétés auront d'importantes conséquences sociales, mais aussi environnementales.

### Conséquences écologiques et économiques du partage des biens communaux
Elles sont d'abord mais vainement dénoncées par le député (et membre du comité d'agriculture) Jean-Baptiste Rougier de La Bergerie et, jusqu'au début du XIXe siècle, par presque tous les préfets de France.
- Ainsi, en 1804, Jean Louis Rieul de Viefville des Essarts (ancien auditeur au conseil d'État), alors préfet du département du Mont-Blanc, écrivait au gouvernement : « Les forêts formaient, avant la Révolution, une des principales richesses du Mont-Blanc ; mais, après avoir été décimées par les agents de la marine, elles ont été longtemps abandonnées à la plus entière dévastation ; la cognée a frappé partout, l'armée des Alpes et les incendies ont dépeuplé des forêts immenses ; on a détruit jusqu'aux moyens de reproduction. […] La loi du 10 février 1793, sur le partage des biens communaux, a fait dépeupler les forêts ; les affouages n'ont lieu qu'au préjudice des forêts voisines ; de là vient la fréquence des avalanches, des torrents et des éboulements des terres[7]. »
- À la même époque, son collègue M. Jerphanion, ancien syndic du Velay, puis inspecteur des contributions au Puy-en-Velay, et alors préfet de Lozère, ajoute : « Les défrichements en général sont funestes ; la dégradation du sol des pays montueux et la destruction des arbres qui en sont les suites doivent faire frémir les amis de la patrie et de l'humanité ; le cultivateur qui détruit les bois sur les pentes perd à jamais son pays pour la jouissance du moment ; il ne reste plus qu'un rocher stérile ; alors plus de paissance pour les bestiaux, plus d'arbres, plus de récoltes… J'ai pris des arrêtés pour l'empêcher […]. Le partage des biens communaux a été très-nuisible à l'agriculture ; on ressent les vices de la loi du 10 juin 1793 […]. D'ailleurs, les défrichements des biens communaux sur les pentes font entraîner la terre par des pluies […]. Le défrichement des bois doit être sévèrement défendu ; il est même urgent d'exciter la reproduction de ces grands végétaux, dont la destruction porterait une atteinte funeste aux arts libéraux et mécaniques, et influerait sur la salubrité du climat »[7].
- Joseph Victor Alexandre Lamagdelaine, préfet de l'Orne, écrit de son côté au gouvernement : « Les acquéreurs des biens nationaux, peu confiants ou pressés de jouir, ont spéculé sur le produit du moment et épuisé les fonds ; un très-grand nombre ont détruit toutes les plantations, les clôtures et jusqu'aux arbres fruitiers […]. Dans les plus mauvaises années, il y avait toujours des cantons favorisés ; il existait des pépinières précieuses, on les a détruites […][7]. »
- Le préfet Fauchet, ministre plénipotentiaire auprès de George Washington, ancien député de la Chambre des Cent-Jours et 1er Préfet du Var (département sensible aux sécheresses), se montre inquiet pour la ressource en eau : Selon lui, « l'abatis des forêts n'a pas diminué la quantité annuelle “des pluies” », mais « quant à la diminution des sources, elle est considérable depuis les défrichements ; il est hors de doute que la chute des forêts a fait tarir presque toutes les petites sources et atténué considérablement les plus importantes […] Depuis le déboisement du Var, l'air atmosphérique est d'une constitution vive et sèche : l'humidité que les forêts entretenaient en tempéraient l'excès ; aujourd'hui, les défrichements les ont fait disparaître, et cette propriété nuisible a repris toute son intensité… Depuis le déboisement, les plaines d'Hyères, Fréjus, La Napoule, Saint-Tropez, etc., sont devenues malsaines et leur état empire tous les jours »[7].
- En 1804 toujours, Pierre-François Brun, préfet de l'Ariège n'est pas moins explicite : « À Mirepoix, on a divisé en quatre cents lots un communal en pente sur la rivière de Lers. Un exemple a déjà prouvé que la terre défrichée est bientôt entraînée […]. Le département autrefois était en grande partie couvert de bois ; aujourd'hui, plusieurs communes en manquent, et ce sont celles qui en avaient le plus et qui sont situées dans les montagnes. Ces causes sont : les coupes extraordinaires dans presque toutes les forêts et surtout dans les bois nationaux qui ont été vendus. Ce sont les pillages que la licence a introduits, et qu'il n'a pas été possible de réprimer par les lois qui existent […]. Le pillage va en augmentant. Les déprédateurs abattent indistinctement toute espèce d'arbres… Ils arrachent les jeunes plants, et ils effrayent tellement les propriétaires que, si l'on n'y met pas ordre, tous les arbres disparaîtront dans peu et ne seront plus remplacés », alors qu'en aval, précise le préfet, « les rivières et les ruisseaux, par leur exondation, forment “des marais” »[7].
- Plus au nord, au même moment l'ancien colonel et maréchal de camp Louis-Marie Auvray, devenu préfet de la Sarthe se désole : « Les forêts et les bois, tant nationaux que particuliers, ont souffert des déprédations considérables. Il faut être sur les lieux pour s'en faire une juste idée […]. Plus on est révolté, moins on conçoit qu'il se soit commis de tels délits, sous les yeux de tant d'autorités surveillantes. »
- Jean-Baptiste Collin de Sussy, préfet de la Drôme demande (en 1804, toujours) au gouvernement de rapidement réformer l'administration forestière : « Enfin, on ne trouve plus que des landes où des habitants se rappellent avoir vu de belles forêts ; il est donc instant de recourir à une entière réorganisation de l'administration forestière. »
- Le rapport d'Henri-Zacharie Desgouttes (brièvement préfet de la Drôme) va dans le même sens : « Les renseignements fournis par l'administration forestière sur les forêts les présentent en général […] comme marchant rapidement à leur ruine […]. De promptes mesures appellent toute l'attention du gouvernement […] Abroutissement, anticipation dans les délivrances, coupes dénudées de futaie, la terre qu'on allume pour faire des cendres[8], tels sont les fléaux. »[7].
- Antoine César Becquerel rapporte que, dans l'Annuaire de l'an II du département de la Meuse, on lit : « Le partage des communaux […] diminue les engrais, les récoltes, et augmente le prix de la viande. Par la même cause, les forêts sont exposées aux abroutissements des bestiaux[7]. »
- Le préfet de l'Yonne, M. Jean-Baptiste Rougier de la Bergerie, sort presque de son devoir de réserve en critiquant l'exploitation du bien public : « Ce département (L'Yonne) est peut-être celui qui offre les plus tristes effets de la destruction des bois, et contre lequel viennent s'évanouir les fatales assurances données, que l'intérêt privé suffit pour la conservation des bois ; le centre très montueux, ou mamelonné (du département), est entièrement dégarni de bois et même d'arbres ; il ne possède plus que des bois taillis à ses extrémités ; il n'y a plus de futaie, même dans la Puissaie, qui en était si riche autrefois. Cependant les vignobles de l'Yonne sont immenses, et le mode de leur culture exige une grande consommation de bois pour les échalas et pour les tonneaux […]. Dans la partie du sud, les sécheresses sont extrêmes, des villages considérables en sont réduits à faire des trajets de deux à trois lieues pour aller chercher de l'eau. À Courson, à sept lieues du chef-lieu, des vieillards ont vu deux moulins sur le ruisseau d'une fontaine qui ne coule plus qu'en hiver, tous les bois circonvoisins ayant été défrichés. Les belles fontaines de Bruges, qui autrefois ravivaient constamment la rivière de l'Yonne, donnent à peine des eaux par trois bouches, sur onze qu'elles avaient il y a moins d'un siècle. Sur d'autres points, les ruisseaux ne sont que des torrents[7]. »

Les assemblées législatives, jusqu'en 1859, vont réglementer le défrichement, mais c'est surtout la diffusion du charbon comme combustible qui va fortement diminuer la pression sur la forêt.
Pendant le Second Empire, le partage des biens communaux est également organisé en Corse, comme le confirme un document provenant des archives de la mairie du village de Cristinacce.

### Aujourd'hui
Les biens communaux de l'Ancien Régime subsistent parfois dans certaines régions, sous la forme de sections de commune, que l'article L. 2411-1 du code général des collectivités territoriales définit comme étant « toute partie d'une commune possédant à titre permanent et exclusif des biens ou des droits distincts de ceux de la commune ». On parle alors de biens sectionaux.
L'article 542 du code civil français dispose que les biens communaux sont « ceux à la propriété ou au produit desquels les habitants d'une ou plusieurs communes ont un droit acquis ».
Les pâturages et forêts relevant de l'autorité municipale constituent le plus souvent une partie du domaine privé communal. Les biens communaux « occupent encore aujourd'hui 10 % du territoire ».

## Baldios
Un baldio est un bien communal dans le monde lusophone. Un des plus grands du Portugal, à Serpa, est divisé au début du XXe siècle.
Le film documentaire Territórios ocupados (2022) réalisé par José Vieira et produit par Mediapart, revient sur les conséquences de la "Loi de boisement des baldios" (Lei de Povoamento Florestal) du 15 juin 1938, qui a provoqué la fin des baldios dans la région de montagne de Caramulo.

## Intérêt écologique
Ces milieux gratuitement exploitables étaient généralement parmi les terres les moins riches de la commune (naturellement oligotrophes), avec quelques mares, fossés ou étangs pour abreuver les animaux. Or, les sols pauvres sont aussi les plus riches en biodiversité. Ces sols naturellement fragiles ont parfois fait l'objet d'une utilisation extensive et raisonnable, mais ils ont souvent été surexploités (cf. Tragédie des biens communs), se transformant en friches d'une grande pauvreté évoluant vers des landes pauvres, mais conservant souvent un fort potentiel de biodiversité, abritant les reliques d'espèces ailleurs repoussées par l'agriculture moderne, justifiant dans certains cas un classement en réserve naturelle volontaire, devenues en France RNR (Réserve naturelle régionale). Par exemple, le pré communal d'Ambleteuse, ou les landes du plateau d'Helfaut, dans le Pas-de-Calais.
Cette surexploitation tragique (au sens d'inévitable) a été remise en cause par des travaux récents, comme ceux de l'économiste Elinor Ostrom, ou de l'historien Peter Linebaugh, qui montrent au contraire que la gestion traditionnelle des communaux est en général prudente et efficiente.

### En France
- Marie Cornu, Fabienne Orsi, Judith Rochfeld (sous la direction de), Dictionnaire des biens communs, Paris, PUF, 2017,  (ISBN 978-2130654117) - 3 articles : Communaux (histoire du droit) (Jacques de Saint Victor), Communaux (approche historique - XIXe-XXe siècles et comparative) (Nadine Vivier); Loi du 10 juin 1793 sur le partage des biens communaux (Yannick Bosc).
- Nadine Vivier, Propriété collective et identité communale : Les biens communaux en France, 1750-1914, Éditions de la Sorbonne, coll. « Histoire de la France aux XIXe et XXe siècles », 2000 (ISBN 979-10-351-0489-4, lire en ligne)

#### Échelle régionale
- Jean-Louis Issartel, « Les bois communaux de Bourg-Saint-Andéol et de Saint-Marcel, de la légende à la réalité : dans un cahier consacré aux forêts d'hier et d'aujourd'hui en Ardèche », Cahier de Mémoire d'Ardèche et Temps Présent, no 35,‎ 15 août 1992
- Pierre de Saint Jacob Les grands problèmes de l'histoire des communaux en Bourgogne et Les terres communales in Des terroirs et des hommes, études sur le monde rural et le pays bourguignon, Dijon Études universitaires de Dijon 2008 pp. 91–119.
- Sklaerenn Scuiller, « Propriété et usages collectifs. L'exemple des marais de Redon au xviiie siècle », Histoire & Sociétés Rurales, vol. 29, no 1,‎ 2008, p. 41–71 (ISSN 1254-728X, DOI 10.3917/hsr.029.0041, lire en ligne, consulté le 24 mars 2024)